# Polska na Letnich Igrzyskach Olimpijskich 2020
| Występy Polaków na Letnich Igrzyskach Olimpijskich 2020 |     |       |        |      |      |      |      |      |      |        |
| Sportowcy                                               | Lp. | złoto | srebro | brąz | 4 m. | 5 m. | 6 m. | 7 m. | 8 m. | Punkty |
| 211                                                     | 17. | 4     | 5      | 5    | 4    | 7    | 7    | 11   | 6    | 194    |

Polska na Letnich Igrzyskach Olimpijskich 2020 – reprezentacja Polski na Letnich Igrzyskach Olimpijskich 2020 rozegranych w dniach 23 lipca – 8 sierpnia 2021 roku w Tokio.
6 lipca 2021 roku przyjęto proponowane przez polskie związki sportowe składy osobowe. Polską Reprezentację Olimpijską będzie reprezentowało 216 sportowców, z czego będą 103 zawodniczki oraz 113 zawodników.
Polski Komitet Olimpijski poinformował 13 lipca 2021 roku, że chorążymi Polskiej Reprezentacji Olimpijskiej podczas ceremonii otwarcia igrzysk olimpijskich będą: Maja Włoszczowska (kolarstwo górskie) i Paweł Korzeniowski (pływanie). Polska, jako jedno z wielu państw, zgodziła się na zaproponowany przez Międzynarodowy Komitet Olimpijski pomysł dotyczący dwojga chorążych różnej płci, który jest przejawem dążenia do równouprawnienia.
W środę 14 lipca przed rozpoczęciem igrzysk zabrakło na opublikowanych oficjalnych listach zgłoszeniowych sześciorga polskich pływaków: Alicji Tchórz, Pauliny Pedy, Aleksandry Polańskiej, Jakuba Kraski, Mateusza Chowańca i Jana Kozakiewicza. Wynikało to z faktu, że szefowie Polskiego Związku Pływackiego (PZP) źle zinterpretowali regulamin zgłoszeniowy i przekroczyli przysługującą reprezentacji Polski pulę miejsc możliwych do obsadzenia. Zawodnicy i sztab o decyzji Światowej Federacji Pływackiej (FINA) dowiedzieli się w piątek 16 lipca, będąc na basenie na treningu w miejscowości Takasaki. Podczas sobotniej wideokonferencji, w której wzięli udział PKOl, MKOl i FINA, nie doszło do porozumienia i sześcioro polskich pływaków nie zostało dopisanych do listy zgłoszeniowej. Ostatecznie zaakceptowano rozwiązanie, że spośród sześciorga skreślonych pływaków można zgłosić trzy osoby, ale w miejsce trójki pływaków, którzy na razie na listach figurują. Po naradzie sztab szkoleniowy zdecydował, że w igrzyskach nie wystąpią: Alicja Tchórz, Aleksandra Polańska, Mateusz Chowaniec, Dominika Kossakowska, Jan Hołub oraz Bartosz Piszczorowicz.
Ostatecznie Polacy zdobyli łącznie 14 medali – był to najlepszy wynik medalowy reprezentantów Polski od Igrzysk Olimpijskich w 2000 roku.

## Zdobyte medale
| Medale według dni | Medale według dni | Medale według dni | Medale według dni | Medale według dni | Medale według dni |
| ----------------- | ----------------- | ----------------- | ----------------- | ----------------- | ----------------- |
| Dzień             | Data              |                   |                   |                   |                   |
| Dzień 0           | 23.07             | —                 | —                 | —                 | —                 |
| Dzień 1           | 24.07             | 0                 | 0                 | 0                 | 0                 |
| Dzień 2           | 25.07             | 0                 | 0                 | 0                 | 0                 |
| Dzień 3           | 26.07             | 0                 | 0                 | 0                 | 0                 |
| Dzień 4           | 27.07             | 0                 | 0                 | 0                 | 0                 |
| Dzień 5           | 28.07             | 0                 | 1                 | 0                 | 1                 |
| Dzień 6           | 29.07             | 0                 | 0                 | 0                 | 0                 |
| Dzień 7           | 30.07             | 0                 | 0                 | 0                 | 0                 |
| Dzień 8           | 31.07             | 1                 | 0                 | 0                 | 1                 |
| Dzień 9           | 01.08             | 0                 | 0                 | 0                 | 0                 |
| Dzień 10          | 02.08             | 0                 | 0                 | 0                 | 0                 |
| Dzień 11          | 03.08             | 1                 | 1                 | 2                 | 4                 |
| Dzień 12          | 04.08             | 1                 | 1                 | 2                 | 4                 |
| Dzień 13          | 05.08             | 0                 | 0                 | 0                 | 0                 |
| Dzień 14          | 06.08             | 1                 | 1                 | 0                 | 2                 |
| Dzień 15          | 07.08             | 0                 | 1                 | 1                 | 2                 |
| Dzień 16          | 08.08             | 0                 | 0                 | 0                 | 0                 |

| Medal  | Zawodnik | Dyscyplina    | Konkurencja                 | Rezultat | Data       |
| ------ | --- | ------------- | --------------------------- | -------- | ---------- |
| Złoto  | Karol Zalewski Natalia Kaczmarek Justyna Święty-Ersetic Kajetan Duszyński Iga Baumgart-Witan Małgorzata Hołub-Kowalik Dariusz Kowaluk | Lekkoatletyka | sztafeta mieszana 4 × 400 m | 3:09,87  | 31 lipca   |
| Złoto  | Anita Włodarczyk | Lekkoatletyka | rzut młotem kobiet          | 78,48 m  | 3 sierpnia |
| Złoto  | Wojciech Nowicki | Lekkoatletyka | rzut młotem mężczyzn        | 82,52 m  | 4 sierpnia |
| Złoto  | Dawid Tomala | Lekkoatletyka | chód na 50 km mężczyzn      | 3:50:08  | 6 sierpnia |
| Srebro | Agnieszka Kobus-Zawojska Marta Wieliczko Maria Sajdak Katarzyna Zillmann                                                              | Wioślarstwo   | czwórka podwójna kobiet     | 6:11,36  | 28 lipca   |
| Srebro | Anna Puławska Karolina Naja | Kajakarstwo   | K-2 500 m kobiet            | 1:36,753 | 3 sierpnia |
| Srebro | Agnieszka Skrzypulec Jolanta Ogar-Hill                                                                                                | Żeglarstwo    | 470                         | 54       | 4 sierpnia |
| Srebro | Maria Andrejczyk | Lekkoatletyka | rzut oszczepem kobiet       | 64,61 m  | 6 sierpnia |
| Srebro | Natalia Kaczmarek Iga Baumgart-Witan Małgorzata Hołub-Kowalik Justyna Święty-Ersetic Anna Kiełbasińska                                | Lekkoatletyka | sztafeta 4 × 400 m kobiet   | 3:20,53  | 7 sierpnia |
| Brąz   | Tadeusz Michalik | Zapasy        | styl klasyczny do 97 kg     | 10–0     | 3 sierpnia |
| Brąz   | Malwina Kopron | Lekkoatletyka | rzut młotem kobiet          | 75,49 m  | 3 sierpnia |
| Brąz   | Paweł Fajdek | Lekkoatletyka | rzut młotem mężczyzn        | 81,53 m  | 4 sierpnia |
| Brąz   | Patryk Dobek | Lekkoatletyka | bieg na 800 m mężczyzn      | 1:45,39  | 4 sierpnia |
| Brąz   | Karolina Naja Anna Puławska Justyna Iskrzycka Helena Wiśniewska                                                                       | Kajakarstwo   | K-4 500 m kobiet            | 1:36,445 | 7 sierpnia |

## Polska Reprezentacja Olimpijska
Polska Reprezentacja Olimpijska liczy 423 osoby, z czego 211 to sportowcy.
Kierownictwo reprezentacji:
- Przewodniczący Polskiej Reprezentacji Olimpijskiej: Andrzej Kraśnicki
- Zastępca Przewodniczącego Polskiej Reprezentacji Olimpijskiej: Adam Krzesiński

Misja Olimpijska:
- Szef Misji: Marcin Nowak
- Zastępca Szefa Misji: Iwona Łotysz
- Zastępca Szefa Misji: Dorota Goś
- Członek Misji: Iwona Marcinkiewicz
- Członek Misji: Marcin Doroś
- Członek Misji: Krzysztof Jankowski
- Attache Prasowy: Jerzy Jakobsche
- Szef Misji Medycznej: Hubert Krysztofiak
- Fizjoterapeuta: Piotr Maliszewski
- Covid Officer: Luiza Złotkowska
- Covid Officer: Anna Kuder
- Covid Officer: Joanna Ratajczyk

Sportowcy:
| Zawodnik                | Data urodzenia            | Dyscyplina            |
| ----------------------- | ------------------------- | --------------------- |
| Bartłomiej Adamus       | 12 maja 2000(dts)         | Podnoszenie ciężarów  |
| Rafał Augustyn          | 14 maja 1984(dts)         | Lekkoatletyka         |
| Fabian Barański         | 27 maja 1999(dts)         | Wioślarstwo           |
| Tomasz Barniak          | 6 maja 1995(dts)          | Kajakarstwo klasyczne |
| Tomasz Bartnik          | 15 stycznia 1990(dts)     | Strzelectwo           |
| Mateusz Bieniek         | 5 kwietnia 1994(dts)      | Siatkówka halowa      |
| Mateusz Biskup          | 8 lutego 1994(dts)        | Wioślarstwo           |
| Maciej Bodnar           | 7 marca 1985(dts)         | Kolarstwo szosowe     |
| Mateusz Borkowski       | 2 kwietnia 1997(dts)      | Lekkoatletyka         |
| Michał Bryl             | 9 października 1994(dts)  | Siatkówka plażowa     |
| Marcin Brzeziński       | 6 stycznia 1984(dts)      | Wioślarstwo           |
| Artur Brzozowski        | 29 marca 1985(dts)        | Lekkoatletyka         |
| Konrad Bukowiecki       | 17 maja 1997(dts)         | Lekkoatletyka         |
| Mikołaj Burda           | 8 lipca 1982(dts)         | Wioślarstwo           |
| Wiktor Chabel           | 23 listopada 1985(dts)    | Wioślarstwo           |
| Marcin Chabowski        | 28 czerwca 1986(dts)      | Lekkoatletyka         |
| Krzysztof Chmielewski   | 8 czerwca 2004(dts)       | Pływanie              |
| Dominik Czaja           | 12 sierpnia 1995(dts)     | Wioślarstwo           |
| Konrad Czerniak         | 11 lipca 1989(dts)        | Pływanie              |
| Damian Czykier          | 10 sierpnia 1992(dts)     | Lekkoatletyka         |
| Patryk Dobek            | 13 lutego 1994(dts)       | Lekkoatletyka         |
| Fabian Drzyzga          | 3 stycznia 1990(dts)      | Siatkówka halowa      |
| Damian Durkacz          | 30 stycznia 1999(dts)     | Boks                  |
| Kajetan Duszyński       | 12 maja 1995(dts)         | Lekkoatletyka         |
| Paweł Fajdek            | 4 czerwca 1989(dts)       | Lekkoatletyka         |
| Grzegorz Fijałek        | 11 maja 1987(dts)         | Siatkówka plażowa     |
| Magomedmurad Gadżijew   | 15 lutego 1988(dts)       | Zapasy                |
| Arkadiusz Gardzielewski | 12 czerwca 1986(dts)      | Lekkoatletyka         |
| Wiktor Głazunow         | 24 października 1993(dts) | Kajakarstwo klasyczne |
| Patryk Grzegorzewicz    | 26 maja 2002(dts)         | Lekkoatletyka         |
| Łukasz Gutkowski        | 21 marca 1998(dts)        | Pięciobój nowoczesny  |
| Michał Haratyk          | 10 kwietnia 1992(dts)     | Lekkoatletyka         |
| Grzegorz Hedwig         | 17 lipca 1988(dts)        | Kajakarstwo górskie   |
| Michael Hicks           | 17 czerwca 1983(dts)      | Koszykówka 3×3        |
| Hubert Hurkacz          | 11 lutego 1997(dts)       | Tenis ziemny          |
| Paweł Juraszek          | 8 października 1994(dts)  | Pływanie              |
| Łukasz Kaczmarek        | 29 czerwca 1994(dts)      | Siatkówka halowa      |
| Jan Kamiński            | 18 września 1992(dts)     | Jeździectwo           |
| Mateusz Kamiński        | 3 maja 1991(dts)          | Kajakarstwo klasyczne |
| Piotr Kantor            | 3 maja 1993(dts)          | Siatkówka plażowa     |
| Radosław Kawęcki        | 16 sierpnia 1991(dts)     | Pływanie              |
| Jakub Kochanowski       | 17 lipca 1997(dts)        | Siatkówka halowa      |
| Paweł Kołodziński       | 7 stycznia 1988(dts)      | Żeglarstwo            |
| Paweł Korzeniowski      | 9 lipca 1985(dts)         | Pływanie              |
| Jerzy Kowalski          | 23 lutego 1988(dts)       | Wioślarstwo           |
| Dariusz Kowaluk         | 16 kwietnia 1996(dts)     | Lekkoatletyka         |
| Jan Kozakiewicz         | 24 lutego 1996(dts)       | Pływanie              |
| Jakub Kraska            | 19 kwietnia 2000(dts)     | Pływanie              |
| Marcin Krukowski        | 14 czerwca 1992(dts)      | Lekkoatletyka         |
| Jakub Krzewina          | 10 października 1989(dts) | Lekkoatletyka         |
| Michał Kubiak           | 23 lutego 1987(dts)       | Siatkówka halowa      |
| Łukasz Kubot            | 16 maja 1982(dts)         | Tenis ziemny          |
| Piotr Kuczera           | 25 lutego 1995(dts)       | Judo                  |
| Bartosz Kurek           | 29 sierpnia 1988(dts)     | Siatkówka halowa      |
| Michał Kwiatkowski      | 2 czerwca 1990(dts)       | Kolarstwo szosowe     |
| Wilfredo León Venero    | 31 lipca 1993(dts)        | Siatkówka halowa      |
| Marcin Lewandowski      | 13 czerwca 1987(dts)      | Lekkoatletyka         |
| Piotr Lisek             | 16 sierpnia 1992(dts)     | Lekkoatletyka         |
| Grzegorz Łomacz         | 1 października 1987(dts)  | Siatkówka halowa      |
| Bartosz Łosiak          | 14 maja 1992(dts)         | Siatkówka plażowa     |
| Kacper Majchrzak        | 22 września 1992(dts)     | Pływanie              |
| Kamil Majchrzak         | 13 stycznia 1996(dts)     | Tenis ziemny          |
| Krzysztof Majerczak     | 1 lutego 1997(dts)        | Kajakarstwo górskie   |
| Jakub Majerski          | 18 sierpnia 2000(dts)     | Pływanie              |
| Rafał Majka             | 12 września 1989(dts)     | Kolarstwo szosowe     |
| Krzysztof Maksel        | 4 lipca 1991(dts)         | Kolarstwo torowe      |
| Piotr Małachowski       | 7 czerwca 1983(dts)       | Lekkoatletyka         |
| Adrian Meronk           | 31 maja 1993(dts)         | Golf                  |
| Tadeusz Michalik        | 16 lutego 1991(dts)       | Zapasy                |
| Arkadiusz Michalski     | 7 stycznia 1990(dts)      | Podnoszenie ciężarów  |
| Artur Mikołajczewski    | 27 czerwca 1990(dts)      | Wioślarstwo           |
| Cyprian Mrzygłód        | 2 lutego 1998(dts)        | Lekkoatletyka         |
| Piotr Myszka            | 25 lipca 1981(dts)        | Żeglarstwo            |
| Sławomir Napłoszek      | 29 lipca 1968(dts)        | Łucznictwo            |
| Łukasz Niedziałek       | 15 marca 2000(dts)        | Lekkoatletyka         |
| Piotr Nowakowski        | 18 grudnia 1987(dts)      | Siatkówka halowa      |
| Adam Nowicki            | 24 sierpnia 1990(dts)     | Lekkoatletyka         |
| Wojciech Nowicki        | 22 lutego 1989(dts)       | Lekkoatletyka         |
| Karol Ostrowski         | 2 września 1999(dts)      | Pływanie              |
| Paweł Pawłowski         | 3 marca 1982(dts)         | Koszykówka 3×3        |
| Szymon Pośnik           | 15 czerwca 1993(dts)      | Wioślarstwo           |
| Łukasz Przybytek        | 20 maja 1989(dts)         | Żeglarstwo            |
| Patryk Rajkowski        | 22 lutego 1996(dts)       | Kolarstwo torowe      |
| Szymon Rduch            | 17 sierpnia 1989(dts)     | Koszykówka 3×3        |
| Michał Rozmys           | 13 marca 1995(dts)        | Lekkoatletyka         |
| Mateusz Rudyk           | 20 lipca 1995(dts)        | Kolarstwo torowe      |
| Kamil Rybicki           | 4 września 1996(dts)      | Zapasy                |
| Mateusz Rzeźniczak      | 23 lipca 1998(dts)        | Lekkoatletyka         |
| Szymon Sajnok           | 24 sierpnia 1997(dts)     | Kolarstwo torowe      |
| Maciej Sarnacki         | 10 lutego 1987(dts)       | Judo                  |
| Kamil Semeniuk          | 16 lipca 1996(dts)        | Siatkówka halowa      |
| Kamil Sieradzki         | 11 stycznia 2002(dts)     | Pływanie              |
| Jakub Skierka           | 4 października 1998(dts)  | Pływanie              |
| Robert Sobera           | 19 stycznia 1991(dts)     | Lekkoatletyka         |
| Paweł Spisak            | 29 września 1981(dts)     | Jeździectwo           |
| Daniel Staniszewski     | 5 maja 1997(dts)          | Kolarstwo torowe      |
| Sebastian Stasiak       | 8 września 1994(dts)      | Pięciobój nowoczesny  |
| Kacper Stokowski        | 6 stycznia 1999(dts)      | Pływanie              |
| Bartłomiej Stój         | 15 maja 1996(dts)         | Lekkoatletyka         |
| Wiktor Suwara           | 24 lipca 1996(dts)        | Lekkoatletyka         |
| Michał Szpakowski       | 23 kwietnia 1989(dts)     | Wioślarstwo           |
| Aleksander Śliwka       | 24 maja 1995(dts)         | Siatkówka halowa      |
| Dawid Tomala            | 27 sierpnia 1989(dts)     | Lekkoatletyka         |
| Bartłomiej Wawak        | 25 sierpnia 1993(dts)     | Kolarstwo górskie     |
| Paweł Wiesiołek         | 13 sierpnia 1991(dts)     | Lekkoatletyka         |
| Mateusz Wilangowski     | 7 października 1991(dts)  | Wioślarstwo           |
| Paweł Wojciechowski     | 6 czerwca 1989(dts)       | Lekkoatletyka         |
| Karol Zalewski          | 7 sierpnia 1993(dts)      | Lekkoatletyka         |
| Przemysław Zamojski     | 16 grudnia 1986(dts)      | Koszykówka 3×3        |
| Paweł Zatorski          | 21 czerwca 1990(dts)      | Siatkówka halowa      |
| Mirosław Ziętarski      | 9 marca 1993(dts)         | Wioślarstwo           |

| Zawodniczka                | Data urodzenia            | Dyscyplina            |
| -------------------------- | ------------------------- | --------------------- |
| Klaudia Adamek             | 22 marca 1999(dts)        | Lekkoatletyka         |
| Patrycja Adamkiewicz       | 11 czerwca 1998(dts)      | Taekwondo             |
| Maria Andrejczyk           | 9 marca 1996(dts)         | Lekkoatletyka         |
| Dominika Baćmaga           | 21 listopada 1995(dts)    | Lekkoatletyka         |
| Natalia Bajor              | 7 marca 1997(dts)         | Tenis stołowy         |
| Iga Baumgart-Witan         | 11 kwietnia 1989(dts)     | Lekkoatletyka         |
| Sandra Bernal              | 9 lipca 1999(dts)         | Strzelectwo           |
| Laura Bernat               | 28 września 2005(dts)     | Pływanie              |
| Dorota Borowska            | 22 lutego 1996(dts)       | Kajakarstwo klasyczne |
| Klaudia Breś               | 22 czerwca 1994(dts)      | Strzelectwo           |
| Amelia Bródka              | 18 sierpnia 1989(dts)     | Skateboarding         |
| Monika Chabel              | 10 maja 1992(dts)         | Wioślarstwo           |
| Małgorzata Cybulska        | 28 marca 1998(dts)        | Jeździectwo           |
| Joanna Dittmann            | 9 lutego 1992(dts)        | Wioślarstwo           |
| Sandra Drabik              | 13 sierpnia 1988(dts)     | Boks                  |
| Kornelia Fiedkiewicz       | 5 sierpnia 2001(dts)      | Pływanie              |
| Joanna Fiodorow            | 4 marca 1989(dts)         | Lekkoatletyka         |
| Martyna Galant             | 26 stycznia 1995(dts)     | Lekkoatletyka         |
| Marlena Gola               | 8 czerwca 1998(dts)       | Lekkoatletyka         |
| Paulina Guba               | 14 maja 1991(dts)         | Lekkoatletyka         |
| Paulina Guzowska           | 17 czerwca 2000(dts)      | Lekkoatletyka         |
| Małgorzata Hołub-Kowalik   | 30 października 1992(dts) | Lekkoatletyka         |
| Justyna Iskrzycka          | 8 listopada 1997(dts)     | Kajakarstwo klasyczne |
| Aleksandra Jarecka         | 11 października 1995(dts) | Szermierka            |
| Aleksandra Jarmolińska     | 6 września 1990(dts)      | Strzelectwo           |
| Martyna Jelińska           | 5 maja 1992(dts)          | Szermierka            |
| Joanna Jóźwik              | 30 stycznia 1991(dts)     | Lekkoatletyka         |
| Natalia Kaczmarek          | 17 stycznia 1998(dts)     | Lekkoatletyka         |
| Klaudia Kardasz            | 2 maja 1996(dts)          | Lekkoatletyka         |
| Marlena Karwacka           | 20 lutego 1997(dts)       | Kolarstwo torowe      |
| Anna Kiełbasińska          | 26 czerwca 1990(dts)      | Lekkoatletyka         |
| Renata Knapik-Miazga       | 15 lipca 1988(dts)        | Szermierka            |
| Agnieszka Kobus-Zawojska   | 28 sierpnia 1990(dts)     | Wioślarstwo           |
| Alicja Konieczek           | 2 listopada 1994(dts)     | Lekkoatletyka         |
| Aneta Konieczek            | 8 sierpnia 1997(dts)      | Lekkoatletyka         |
| Malwina Kopron             | 16 listopada 1994(dts)    | Lekkoatletyka         |
| Karolina Koszewska         | 7 stycznia 1982(dts)      | Boks                  |
| Aleksandra Kowalczuk       | 18 grudnia 1996(dts)      | Taekwondo             |
| Julia Kowalczyk            | 30 września 1997(dts)     | Judo                  |
| Magdalena Kwaśna           | 31 marca 1998(dts)        | Żeglarstwo            |
| Marta Lach                 | 26 maja 1997(dts)         | Kolarstwo szosowe     |
| Kornelia Lesiewicz         | 14 sierpnia 2003(dts)     | Lekkoatletyka         |
| Li Qian                    | 30 lipca 1986(dts)        | Tenis stołowy         |
| Kamila Lićwinko            | 22 marca 1986(dts)        | Lekkoatletyka         |
| Joanna Linkiewicz          | 2 maja 1990(dts)          | Lekkoatletyka         |
| Magda Linette              | 12 lutego 1992(dts)       | Tenis ziemny          |
| Aleksandra Lisowska        | 12 grudnia 1990(dts)      | Lekkoatletyka         |
| Kinga Łoboda               | 11 czerwca 1996(dts)      | Żeglarstwo            |
| Joanna Łochowska           | 17 listopada 1988(dts)    | Podnoszenie ciężarów  |
| Urszula Łoś                | 18 lutego 1994(dts)       | Kolarstwo torowe      |
| Angelika Mach              | 7 września 1991(dts)      | Lekkoatletyka         |
| Anna Maliszewska           | 4 lipca 1993(dts)         | Pięciobój nowoczesny  |
| Aleksandra Melzacka        | 5 maja 1998(dts)          | Żeglarstwo            |
| Olga Michałkiewicz         | 26 lipca 1994(dts)        | Wioślarstwo           |
| Aleksandra Mirosław        | 2 lutego 1994(dts)        | Wspinaczka sportowa   |
| Karolina Nadolska          | 6 września 1981(dts)      | Lekkoatletyka         |
| Karolina Naja              | 5 lutego 1990(dts)        | Kajakarstwo klasyczne |
| Katarzyna Niewiadoma       | 29 września 1994(dts)     | Kolarstwo szosowe     |
| Zofia Noceti-Klepacka      | 26 kwietnia 1986(dts)     | Żeglarstwo            |
| Jolanta Ogar               | 28 kwietnia 1982(dts)     | Żeglarstwo            |
| Agata Ozdoba-Błach         | 25 lutego 1988(dts)       | Judo                  |
| Beata Pacut                | 13 grudnia 1995(dts)      | Judo                  |
| Paulina Paluch             | 3 grudnia 1998(dts)       | Lekkoatletyka         |
| Natalia Partyka            | 27 lipca 1989(dts)        | Tenis stołowy         |
| Joanna Pawlak              | 31 marca 1991(dts)        | Jeździectwo           |
| Paulina Peda               | 18 marca 1998(dts)        | Pływanie              |
| Agata Perenc               | 19 marca 1990(dts)        | Judo                  |
| Daria Pikulik              | 6 stycznia 1997(dts)      | Kolarstwo torowe      |
| Wiktoria Pikulik           | 15 czerwca 1998(dts)      | Kolarstwo torowe      |
| Anna Plichta               | 10 lutego 1992(dts)       | Kolarstwo szosowe     |
| Anna Puławska              | 7 lutego 1996(dts)        | Kajakarstwo klasyczne |
| Alicja Rosolska            | 1 grudnia 1985(dts)       | Tenis ziemny          |
| Maria Sajdak               | 30 lipca 1991(dts)        | Wioślarstwo           |
| Angelika Sarna             | 1 października 1997(dts)  | Lekkoatletyka         |
| Gabriela Sasnal            | 10 marca 1993(dts)        | Gimnastyka sportowa   |
| Klaudia Siciarz            | 15 marca 1998(dts)        | Lekkoatletyka         |
| Agnieszka Skrzypulec       | 3 czerwca 1989(dts)       | Żeglarstwo            |
| Pia Skrzyszowska           | 20 kwietnia 2001(dts)     | Lekkoatletyka         |
| Aleksandra Stach           | 6 stycznia 2000(dts)      | Kajakarstwo górskie   |
| Aneta Stankiewicz          | 10 lutego 1995(dts)       | Strzelectwo           |
| Adrianna Sułek             | 3 kwietnia 1999(dts)      | Lekkoatletyka         |
| Iga Świątek                | 31 maja 2001(dts)         | Tenis ziemny          |
| Justyna Święty-Ersetic     | 3 grudnia 1992(dts)       | Lekkoatletyka         |
| Ewa Trzebińska             | 1 maja 1989(dts)          | Szermierka            |
| Marta Walczykiewicz        | 1 sierpnia 1987(dts)      | Kajakarstwo klasyczne |
| Katarzyna Wasick           | 22 marca 1992(dts)        | Pływanie              |
| Anna Wielgosz              | 9 listopada 1993(dts)     | Lekkoatletyka         |
| Marta Wieliczko            | 1 października 1994(dts)  | Wioślarstwo           |
| Maria Wierzbowska          | 13 lutego 1995(dts)       | Wioślarstwo           |
| Agnieszka Wieszczek-Kordus | 22 marca 1983(dts)        | Zapasy                |
| Helena Wiśniewska          | 18 kwietnia 1999(dts)     | Kajakarstwo klasyczne |
| Anita Włodarczyk           | 8 sierpnia 1985(dts)      | Lekkoatletyka         |
| Maja Włoszczowska          | 9 listopada 1983(dts)     | Kolarstwo górskie     |
| Elżbieta Wójcik            | 14 stycznia 1996(dts)     | Boks                  |
| Jowita Wrzesień            | 8 grudnia 1993(dts)       | Zapasy                |
| Roksana Zasina             | 21 sierpnia 1988(dts)     | Zapasy                |
| Katarzyna Zdziebło         | 28 listopada 1996(dts)    | Lekkoatletyka         |
| Katarzyna Zillmann         | 26 lipca 1995(dts)        | Wioślarstwo           |
| Klaudia Zwolińska          | 18 grudnia 1998(dts)      | Kajakarstwo górskie   |
| Sylwia Zyzańska            | 27 lipca 1997(dts)        | Łucznictwo            |

## Wyniki

### Boks
| Zawodnik           | Konkurencja            | 1/16             | 1/8              | Ćwierćfinał      | Półfinał         | Finał            | Finał   | Źródło |
| Zawodnik           | Konkurencja            | Przeciwnik Wynik | Przeciwnik Wynik | Przeciwnik Wynik | Przeciwnik Wynik | Przeciwnik Wynik | Miejsce | Źródło |
| ------------------ | ---------------------- | ---------------- | ---------------- | ---------------- | ---------------- | ---------------- | ------- | ------ |
| Damian Durkacz     | waga lekka mężczyzn    | Mamiedow P 0-5   | NQ               | NQ               | NQ               | NQ               | 17.     | [ 19 ] |
| Sandra Drabik      | waga musza kobiet      | Rakhimova P 1-4  | NQ               | NQ               | NQ               | NQ               | 17.     | [ 20 ] |
| Karolina Koszewska | waga półśrednia kobiet | Yunusova W 5-0   | Sürmeneli P 0-5  | NQ               | NQ               | NQ               | 9.      | [ 21 ] |
| Elżbieta Wójcik    | waga średnia kobiet    | Bye              | Fontijn P 1-4    | NQ               | NQ               | NQ               | 9.      | [ 22 ] |

### Gimnastyka
Kobiety
| Zawodniczka     | Konkurencja             | Kwalifikacje | Kwalifikacje | Kwalifikacje | Kwalifikacje | Kwalifikacje | Kwalifikacje | Finał     | Finał     | Finał     | Finał     | Finał | Finał   | Źródło |
| Zawodniczka     | Konkurencja             | Przyrządy    | Przyrządy    | Przyrządy    | Przyrządy    | Razem        | Pozycja      | Przyrządy | Przyrządy | Przyrządy | Przyrządy | Razem | Pozycja | Źródło |
| Zawodniczka     | Konkurencja             | V            | UB           | BB           | F            | Razem        | Pozycja      | V         | UB        | BB        | F         | Razem | Pozycja | Źródło |
| --------------- | ----------------------- | ------------ | ------------ | ------------ | ------------ | ------------ | ------------ | --------- | --------- | --------- | --------- | ----- | ------- | ------ |
| Gabriela Sasnal | wielobój indywidualnie  | 13,600       | 12,966       | 12,433       | 11,933       | 50,932       | 54.          | NQ        | NQ        | NQ        | NQ        | NQ    | NQ      | [ 23 ] |
| Gabriela Sasnal | ćwiczenia na poręczach  | N/A          | 12,966       | N/A          | N/A          | 12,966       | 48.          | NQ        | NQ        | NQ        | NQ        | NQ    | NQ      | [ 23 ] |
| Gabriela Sasnal | ćwiczenia na równoważni | N/A          | N/A          | 12,433       | N/A          | 12,433       | 54.          | NQ        | NQ        | NQ        | NQ        | NQ    | NQ      | [ 23 ] |
| Gabriela Sasnal | ćwiczenia wolne         | N/A          | N/A          | N/A          | 11,933       | 11,933       | 73.          | NQ        | NQ        | NQ        | NQ        | NQ    | NQ      | [ 23 ] |
| Gabriela Sasnal | skoki                   | 13,483       | N/A          | N/A          | N/A          | 13,483       | 17.          | NQ        | NQ        | NQ        | NQ        | NQ    | NQ      | [ 23 ] |

### Golf
| Zawodnik      | Konkurencja | Runda 1 | Runda 2 | Runda 3 | Runda 4 | Łącznie | Łącznie | Łącznie | Źródło |
| Zawodnik      | Konkurencja | Wynik   | Wynik   | Wynik   | Wynik   | Wynik   | Par     | Pozycja | Źródło |
| ------------- | ----------- | ------- | ------- | ------- | ------- | ------- | ------- | ------- | ------ |
| Adrian Meronk | Mężczyźni   | 72      | 71      | 69      | 70      | 282     | - 2     | 51.     | [ 24 ] |

### Jeździectwo
WKKW
| Zawodnik                                                    | Konkurencja   | Koń                                    | Ujeżdżenie | Cross country | Skoki (runda kwalifikacyjna) | Razem     | Skoki (runda finałowa) | Finał   | Pozycja | Źródło |
| ----------------------------------------------------------- | ------------- | -------------------------------------- | ---------- | ------------- | ---------------------------- | --------- | ---------------------- | ------- | ------- | ------ |
| Małgorzata Cybulska                                         | indywidualnie | Chenaro                                | 31,00      | EL            | DNF                          | DNF       | DNF                    | DNF     | DNF     | [ 25 ] |
| Jan Kamiński                                                | indywidualnie | Jard                                   | 33,10      | 12,80         | 9,20                         | 55,10     | NQ                     | NQ      | 29.     | [ 25 ] |
| Joanna Pawlak                                               | indywidualnie | Fantastic Frieda                       | 40,50      | 45,20         | EL                           | DNF       | DNF                    | DNF     | DNF     | [ 25 ] |
| Małgorzata Cybulska Jan Kamiński Joanna Pawlik Paweł Spisak | drużynowo     | Chenaro Jard Fantastic Frieda Banderas | jak wyżej  | jak wyżej     | jak wyżej                    | jak wyżej | N/A                    | 479,800 | 13.     | [ 27 ] |

### Judo
| Zawodnik           | Konkurencja | 1/16                | 1/8                 | Ćwierćfinał         | Półfinał            | Repasaże             | Finał / 3. miejsce  | Finał / 3. miejsce | Źródła |
| Zawodnik           | Konkurencja | Przeciwniczka Wynik | Przeciwniczka Wynik | Przeciwniczka Wynik | Przeciwniczka Wynik | Przeciwniczka Wynik  | Przeciwniczka Wynik | Pozycja            | Źródła |
| ------------------ | ----------- | ------------------- | ------------------- | ------------------- | ------------------- | -------------------- | ------------------- | ------------------ | ------ |
| Piotr Kuczera      | -90 kg (m)  | Bekauri P 00-10     | NQ                  | NQ                  | NQ                  | NQ                   | NQ                  | 17.                | [ 28 ] |
| Maciej Sarnacki    | +100 kg (m) | Kokauri P 00-10     | NQ                  | NQ                  | NQ                  | NQ                   | NQ                  | 17.                | [ 29 ] |
| Agata Perenc       | -52 kg (k)  | Pimenta P 00-01     | NQ                  | NQ                  | NQ                  | NQ                   | NQ                  | 17.                | [ 30 ] |
| Julia Kowalczyk    | -57 kg (k)  | Karakas W 01-00     | Monteiro W 10-00    | Klimkait P 000-101  | NQ                  | Liparteliani P 00-01 | NQ                  | 7.                 | [ 31 ] |
| Agata Ozdoba-Błach | -63 kg (k)  | García W 10-00      | Tashiro W 10-00     | Centracchio P 00-10 | NQ                  | Barrios P 00-01      | NQ                  | 7.                 | [ 32 ] |
| Beata Pacut        | -78 kg (k)  | Mazouz W 10-00      | Hamada P 00-10      | NQ                  | NQ                  | NQ                   | NQ                  | 9.                 | [ 33 ] |

### Kajakarstwo
| Zawodnik                                                        | Konkurencja    | Eliminacje | Eliminacje | Ćwierćfinały | Ćwierćfinały | Półfinały | Półfinały | Finał A/B | Finał A/B  | Pozycja | Źródło |
| Zawodnik                                                        | Konkurencja    | Czas       | Pozycja    | Czas         | Pozycja      | Czas      | Pozycja   | Czas      | Pozycja    | Pozycja | Źródło |
| --------------------------------------------------------------- | -------------- | ---------- | ---------- | ------------ | ------------ | --------- | --------- | --------- | ---------- | ------- | ------ |
| Mateusz Kamiński                                                | C-1 1000 m (m) | 4:11,202   | 4.         | 4:08,172     | 3.           | NQ        | NQ        | NQ        | NQ         | NQ      | [ 34 ] |
| Wiktor Głazunow                                                 | C-1 1000 m (m) | 4:25,996   | 6.         | 4:07,632     | 1.           | 4:09,876  | 7.        | 4:04,463  | 5. Finał B | 13.     | [ 34 ] |
| Wiktor Głazunow Tomasz Barniak                                  | C-2 1000 m (m) | 3:49,956   | 6.         | 3:49,770     | 1.           | 3:28,282  | 3.        | 3:32,317  | 7. Finał A | 7.      | [ 34 ] |
| Marta Walczykiewicz                                             | K-1 200 m (k)  | 41,100     | 2.         | N/A          | N/A          | 38,563    | 3.        | 39,170    | 4. Finał A | 4.      | [ 34 ] |
| Helena Wiśniewska                                               | K-1 200 m (k)  | 41,407     | 4.         | 41,559       | 3.           | NQ        | NQ        | NQ        | NQ         | NQ      | [ 34 ] |
| Justyna Iskrzycka                                               | K-1 500 m (k)  | 1:49,893   | 2.         | N/A          | N/A          | 1:53,899  | 4.        | 1:54,086  | 3. Finał B | 11.     | [ 34 ] |
| Marta Walczykiewicz                                             | K-1 500 m (k)  | 1:50,184   | 3.         | N/A          | N/A          | 1:53,860  | 3.        | 1:55,659  | 5.Finał B  | 13.     | [ 34 ] |
| Karolina Naja Anna Puławska                                     | K-2 500 m (k)  | 1:44,606   | 1.         | N/A          | N/A          | 1:37,219  | 4.        | 1:36,753  | 2. Finał A | srebro  | [ 34 ] |
| Karolina Naja Anna Puławska Justyna Iskrzycka Helena Wiśniewska | K-4 500 m (k)  | 1:33,468   | 1.         | N/A          | N/A          | 1:36,078  | 1.        | 1:36,073  | 3.Finał A  | brąz    | [ 34 ] |
| Dorota Borowska                                                 | C-1 200 m (k)  | 47,655     | 1.         | N/A          | N/A          | 47,703    | 4.        | 47,116    | 4. Finał A | 4.      | [ 34 ] |

### Kajakarstwo górskie
| Zawodnik            | Konkurencja | Eliminacje | Eliminacje | Eliminacje | Eliminacje | Eliminacje | Eliminacje | Półfinały | Półfinały | Finał  | Finał   | Pozycja | Źródło |
| Zawodnik            | Konkurencja | P 1        | M.         | P 2        | M.         | Razem      | M.         | Czas      | Miejsce   | Czas   | Miejsce | Pozycja | Źródło |
| ------------------- | ----------- | ---------- | ---------- | ---------- | ---------- | ---------- | ---------- | --------- | --------- | ------ | ------- | ------- | ------ |
| Krzysztof Majerczak | K-1 (m)     | 99,86      | 17.        | 95,21      | 13.        | 95,21      | 13.        | 100,99    | 15.       | NQ     | NQ      | 15.     | [ 35 ] |
| Grzegorz Hedwig     | C-1 (m)     | 109,09     | 12.        | 105,95     | 4.         | 105,95     | 14.        | 112,16    | 14.       | NQ     | NQ      | 14.     | [ 35 ] |
| Klaudia Zwolińska   | K-1 (k)     | 108,97     | 7.         | 110,46     | 12         | 108,97     | 10.        | 111,76    | 10.       | 108,98 | 5.      | 5.      | [ 35 ] |
| Aleksandra Stach    | C-1 (k)     | 145,58     | 18.        | 134,03     | 17.        | 134,03     | 19.        | NQ        | NQ        | NQ     | NQ      | 19.     | [ 35 ] |

### Kolarstwo

#### Kolarstwo szosowe
| Zawodnik             | Konkurencja                    | Czas     | Pozycja | Źródło |
| -------------------- | ------------------------------ | -------- | ------- | ------ |
| Michał Kwiatkowski   | wyścig ze startu wspólnego (m) | 6:07:01  | 11.     | [ 36 ] |
| Rafał Majka          | wyścig ze startu wspólnego (m) | 6:09:06  | 19.     | [ 36 ] |
| Maciej Bodnar        | wyścig ze startu wspólnego (m) | DNF      | DNF     | [ 36 ] |
| Maciej Bodnar        | jazda indywidualna na czas (m) | 58:47,10 | 18.     | [ 36 ] |
| Katarzyna Niewiadoma | wyścig ze startu wspólnego (k) | 3:54:31  | 14.     | [ 37 ] |
| Marta Lach           | wyścig ze startu wspólnego (k) | 3:55:13  | 18.     | [ 37 ] |
| Anna Plichta         | wyścig ze startu wspólnego (k) | 3:55:58  | 27.     | [ 37 ] |
| Anna Plichta         | jazda indywidualna na czas (k) | 34:56,95 | 24.     | [ 37 ] |

#### Kolarstwo torowe
Sprint
| Zawodnik                                        | Konkurencja       | Kwalifikacje  | Kwalifikacje    | Runda 1        | Repasaże 1 Runda               | Runda 2         | Repasaże 2 Runda      | Runda 3         | Repasaże 3 Runda | Ćwierćfinały    | Półfinały         | Finał                  | Finał   | Źródło |
| Zawodnik                                        | Konkurencja       | Czas Prędkość | Przeciwnik Czas | Pozycja        | Przeciwnik Czas                | Przeciwnik Czas | Przeciwnik Czas       | Przeciwnik Czas | Przeciwnik Czas  | Przeciwnik Czas | Przeciwnik Czas   | Przeciwnik Czas        | Pozycja | Źródło |
| ----------------------------------------------- | ----------------- | ------------- | --------------- | -------------- | ------------------------------ | --------------- | --------------------- | --------------- | ---------------- | --------------- | ----------------- | ---------------------- | ------- | ------ |
| Patryk Rajkowski                                | indywidualnie (m) | 9,594 75,047  | 14.             | Xu Chao 10,465 | N/A                            | Levy 10,396     | Firdaus Sahrom 10,577 | NQ              | NQ               | NQ              | NQ                | NQ                     | 16.     | [ 38 ] |
| Mateusz Rudyk                                   | indywidualnie (m) | 9,493 75,845  | 7.              | Webster 10,279 | Firdaus Sahrom Barrette 10,335 | NQ              | NQ                    | NQ              | NQ               | NQ              | NQ                | NQ                     | 17.     | [ 38 ] |
| Urszula Łoś                                     | indywidualnie (k) | 11,047 65,176 | 25.             | NQ             | NQ                             | NQ              | NQ                    | NQ              | NQ               | NQ              | NQ                | NQ                     | 25.     | [ 39 ] |
| Marlena Karwacka                                | indywidualnie (k) | 11,083 64,964 | 26.             | NQ             | NQ                             | NQ              | NQ                    | NQ              | NQ               | NQ              | NQ                | NQ                     | 26.     | [ 39 ] |
| Mateusz Rudyk Patryk Rajkowski Krzysztof Maksel | drużynowo (m)     | 43,516        | 8.              | N/A            | N/A                            | N/A             | N/A                   | N/A             | N/A              | N/A             | Holandia · 43,307 | Nowa Zelandia · 46,431 | 8.      | [ 38 ] |

Keirin
| Zawodnik         | Konkurencja | Runda 1 | Repesaż | Ćwierćfinał | Półfinał | Finał   | Pozycja | Źródło |
| Zawodnik         | Konkurencja | Miejsce | Miejsce | Miejsce     | Miejsce  | Miejsce | Pozycja | Źródło |
| ---------------- | ----------- | ------- | ------- | ----------- | -------- | ------- | ------- | ------ |
| Patryk Rajkowski | mężczyźni   | 3.      | 5.      | NQ          | NQ       | NQ      | 27.     | [ 38 ] |
| Mateusz Rudyk    | mężczyźni   | 6.      | 4.      | NQ          | NQ       | NQ      | 23.     | [ 38 ] |
| Marlena Karwacka | kobiety     | 5.      | 4.      | NQ          | NQ       | NQ      | 23.     | [ 39 ] |
| Urszula Łoś      | kobiety     | 3.      | 3.      | NQ          | NQ       | NQ      | 19.     | [ 39 ] |

Madison
| Zawodnik                          | Konkurencja | Punkty | Punkty  | Punkty  | Punkty  | Pozycja | Źródło |
| Zawodnik                          | Konkurencja | Sprint | Okr.pkt | Okr.pkt | Łącznie | Pozycja | Źródło |
| --------------------------------- | ----------- | ------ | ------- | ------- | ------- | ------- | ------ |
| Zawodnik                          | Konkurencja | Sprint | +       | -       | Łącznie | Pozycja | Źródło |
| Daniel Staniszewski Szymon Sajnok | mężczyźni   | 0      |         |         | 0       | 8.      | [ 38 ] |
| Daria Pikulik Wiktoria Pikulik    | kobiety     | 9      |         |         | 9       | 6.      | [ 39 ] |

Omnium
| Zawodnik      | Konkurencja | Scratch | Scratch | Wyścig tempowy | Wyścig tempowy   | Wyścig tempowy | Wyścig eliminacyjny | Wyścig eliminacyjny | Wyścig punktowy | Wyścig punktowy | Wyścig punktowy | Suma punktów | Pozycja | Źródło |
| Zawodnik      | Konkurencja | Miejsce | Punkty  | Miejsce        | Punkty wyścigowe | Punkty         | Miejsce             | Punkty              | Sprint          | Okrążenia       | Miejsce         | Suma punktów | Pozycja | Źródło |
| ------------- | ----------- | ------- | ------- | -------------- | ---------------- | -------------- | ------------------- | ------------------- | --------------- | --------------- | --------------- | ------------ | ------- | ------ |
| Daria Pikulik | kobiety     | 13.     | 16      | DNF            | DNF              | DNF            | DNF                 | DNF                 | DNF             | DNF             | DNF             | DNF          | DNF     | [ 39 ] |
| Szymon Sajnok | mężczyźni   | 14.     | 14      | 9.             | 21               | 24             | 16.                 | 10                  |                 |                 | 14.             | 48           | 16.     | [ 38 ] |

#### Kolarstwo górskie
| Zawodnik          | Konkurencja       | Czas    | Pozycja | Źródło |
| ----------------- | ----------------- | ------- | ------- | ------ |
| Maja Włoszczowska | cross-country (k) | 1:24:25 | 20.     | [ 41 ] |
| Bartłomiej Wawak  | cross-country (m) | 1:29:10 | 19.     | [ 42 ] |

### Koszykówka 3 × 3
| Drużyna                                                        | Konkurencja  | Faza grupowa     | Faza grupowa     | Faza grupowa     | Faza grupowa                      | Faza grupowa     | Faza grupowa     | Faza grupowa     | Faza grupowa | Ćwierćfinały     | Półfinały        | Finał            | Pozycja | Źródło        |
| Drużyna                                                        | Konkurencja  | Przeciwnik Wynik | Przeciwnik Wynik | Przeciwnik Wynik | Przeciwnik Wynik                  | Przeciwnik Wynik | Przeciwnik Wynik | Przeciwnik Wynik | Pozycja      | Przeciwnik Wynik | Przeciwnik Wynik | Przeciwnik Wynik | Pozycja | Źródło        |
| -------------------------------------------------------------- | ------------ | ---------------- | ---------------- | ---------------- | --------------------------------- | ---------------- | ---------------- | ---------------- | ------------ | ---------------- | ---------------- | ---------------- | ------- | ------------- |
| Michael Hicks Paweł Pawłowski Szymon Rduch Przemysław Zamojski | 3×3 mężczyzn | Łotwa 14-21      | Japonia 20-19    | Serbia 12-15     | Rosyjski Komitet Olimpijski 21-16 | Chiny 19-21      | Holandia 20-22   | Belgia 14-16     | 7.           | NQ               | NQ               | NQ               | 7.      | [ 43 ] [ 44 ] |

### Lekkoatletyka
Konkurencje biegowe
| Zawodnik | Konkurencja                 | Eliminacje | Eliminacje | Półfinał | Półfinał | Finał     | Finał   | Źródło |
| Zawodnik | Konkurencja                 | Wynik      | Miejsce    | Wynik    | Miejsce  | Wynik     | Miejsce | Źródło |
| --- | --------------------------- | ---------- | ---------- | -------- | -------- | --------- | ------- | ------ |
| Karol Zalewski | 400 m (m)                   | 2:15,38    | 8.         | NQ       | NQ       | NQ        | NQ      | [ 45 ] |
| Patryk Dobek | 800 m (m)                   | 1:46,59    | 3.         | 1:44,60  | 1.       | 1:45,39   | brąz    | [ 46 ] |
| Mateusz Borkowski | 800 m (m)                   | 1:45,34    | 2.         | 1:46,54  | 8.       | NQ        | NQ      | [ 46 ] |
| Michał Rozmys | 1500 m (m)                  | 3:36,28    | 6.         | 3:54,53  | 13.      | 3:32,67   | 8.      | [ 48 ] |
| Marcin Lewandowski | 1500 m (m)                  | 4:43,96    | 15.        | DNF      | DNF      | NQ        | NQ      | [ 48 ] |
| Damian Czykier | 110 m przez płotki(m)       | 13,61      | 4.         | 13,63    | 6.       | NQ        | NQ      | [ 50 ] |
| Adam Nowicki | maraton (m)                 | N/A        | N/A        | N/A      | N/A      | 2:17:19   | 38.     | [ 51 ] |
| Arkadiusz Gardzielewski | maraton (m)                 | N/A        | N/A        | N/A      | N/A      | 2:22:50   | 63.     | [ 51 ] |
| Marcin Chabowski | maraton (m)                 | N/A        | N/A        | N/A      | N/A      | DNF       | DNF     | [ 51 ] |
| Dariusz Kowaluk Karol Zalewski Jakub Krzewina Kajetan Duszyński Mateusz Rzeźniczak                                                    | sztafeta 4 × 400 m (m)      | 2:58,55    | 1.         | N/A      | N/A      | 2:58,46   | 5.      | [ 53 ] |
| Łukasz Niedziałek | chód na 20 km (m)           | N/A        | N/A        | N/A      | N/A      | DNF       | DNF     | [ 54 ] |
| Dawid Tomala | chód na 50 km (m)           | N/A        | N/A        | N/A      | N/A      | 3:50:08   | złoto   | [ 55 ] |
| Artur Brzozowski | chód na 50 km (m)           | N/A        | N/A        | N/A      | N/A      | 3:54:08   | 12.     | [ 55 ] |
| Rafał Augustyn | chód na 50 km (m)           | N/A        | N/A        | N/A      | N/A      | DNF       | DNF     | [ 55 ] |
| Natalia Kaczmarek | 400 m (k)                   | 51,06      | 2.         | 50,79    | 4.       | NQ        | NQ      | [ 56 ] |
| Angelika Sarna | 800 m (k)                   | 2:02,18    | 4.         | NQ       | NQ       | NQ        | NQ      | [ 57 ] |
| Joanna Jóźwik | 800 m (k)                   | 2:01,87    | 3.         | 2:02,32  | 5.       | NQ        | NQ      | [ 57 ] |
| Anna Wielgosz | 800 m (k)                   | 2:03,20    | 6.         | NQ       | NQ       | NQ        | NQ      | [ 57 ] |
| Martyna Galant | 1500 m (k)                  | 4:06,01    | 10.        | NQ       | NQ       | NQ        | NQ      | [ 58 ] |
| Pia Skrzyszowska | 100 m przez płotki(k)       | 12,75      | 3.         | 12,89    | 6.       | NQ        | NQ      | [ 59 ] |
| Klaudia Siciarz | 100 m przez płotki(k)       | 12,98      | 6.         | 12,84    | 5.       | NQ        | NQ      | [ 59 ] |
| Joanna Linkiewicz | 400 m przez płotki(k)       | 54,93      | 4.         | 55,67    | 5.       | NQ        | NQ      | [ 60 ] |
| Aneta Konieczek | 3000 m z przeszkodami (k)   | 10:07,25   | 12.        | N/A      | N/A      | NQ        | NQ      | [ 61 ] |
| Alicja Konieczek | 3000 m z przeszkodami (k)   | 9:31,79    | 8.         | N/A      | N/A      | NQ        | NQ      | [ 61 ] |
| Karolina Jarzyńska | maraton (k)                 | N/A        | N/A        | N/A      | N/A      | 2:32:04   | 14.     | [ 62 ] |
| Aleksandra Lisowska | maraton (k)                 | N/A        | N/A        | N/A      | N/A      | 2:35:33   | 35.     | [ 62 ] |
| Angelika Mach | maraton (k)                 | N/A        | N/A        | N/A      | N/A      | 2:42:26   | 59.     | [ 62 ] |
| Katarzyna Zdziebło | chód na 20 km (k)           | N/A        | N/A        | N/A      | N/A      | 1:31:29   | 10.     | [ 63 ] |
| Marika Popowicz-Drapała Klaudia Adamek Paulina Paluch Pia Skrzyszowska                                                                | sztafeta 4 × 100 m (k)      | 43,09      | 4.         | N/A      | N/A      | NQ        | NQ      | [ 64 ] |
| Anna Kiełbasińska Iga Baumgart-Witan Małgorzata Hołub-Kowalik Justyna Święty-Ersetic Natalia Kaczmarek                                | sztafeta 4 × 400 m (k)      | 3:23,10    | 1.         | N/A      | N/A      | 3:20,53   | srebro  | [ 66 ] |
| Dariusz Kowaluk Iga Baumgart-Witan Małgorzata Hołub-Kowalik Kajetan Duszyński Karol Zalewski Natalia Kaczmarek Justyna Święty-Ersetic | sztafeta mieszana 4 × 400 m | 3:10,44    | 1.         | N/A      | N/A      | 3:09,87 , | złoto   | [ 68 ] |

Konkurencje techniczne
| Zawodnik            | Konkurencja        | Kwalifikacje | Kwalifikacje | Finał | Finał   | Źródło |
| Zawodnik            | Konkurencja        | Wynik        | Miejsce      | Wynik | Miejsce | Źródło |
| ------------------- | ------------------ | ------------ | ------------ | ----- | ------- | ------ |
| Bartłomiej Stój     | rzut dyskiem (m)   | 62,84        | 14.          | NQ    | NQ      | [ 69 ] |
| Piotr Małachowski   | rzut dyskiem (m)   | 62,68        | 15.          | NQ    | NQ      | [ 69 ] |
| Michał Haratyk      | pchnięcie kulą (m) | 20,86        | 13.          | NQ    | NQ      | [ 70 ] |
| Konrad Bukowiecki   | pchnięcie kulą (m) | 20,01        | 23.          | NQ    | NQ      | [ 70 ] |
| Cyprian Mrzygłód    | rzut oszczepem     | 78,33        | 20.          | NQ    | NQ      | [ 71 ] |
| Marcin Krukowski    | rzut oszczepem     | 74,65        | 28.          | NQ    | NQ      | [ 71 ] |
| Wojciech Nowicki    | rzut młotem (m)    | 79,78        | 1.           | 82,52 | złoto   | [ 72 ] |
| Paweł Fajdek        | rzut młotem (m)    | 76,46        | 9.           | 81,53 | brąz    | [ 72 ] |
| Piotr Lisek         | skok o tyczce (m)  | 5,75         | 11.          | 5,80  | 6.      | [ 73 ] |
| Robert Sobera       | skok o tyczce (m)  | 5,65         | 15.          | NQ    | NQ      | [ 73 ] |
| Paweł Wojciechowski | skok o tyczce (m)  | 5,30         | 28.          | NQ    | NQ      | [ 73 ] |
| Kamila Lićwinko     | skok wzwyż (k)     | 1,95         | 8.           | 1,93  | 11.     | [ 74 ] |
| Anita Włodarczyk    | rzut młotem (k)    | 76,99        | 1.           | 78,48 | złoto   | [ 75 ] |
| Malwina Kopron      | rzut młotem (k)    | 73,06        | 8.           | 75,49 | brąz    | [ 75 ] |
| Joanna Fiodorow     | rzut młotem (k)    | 72,32        | 10.          | 73,83 | 7       | [ 75 ] |
| Maria Andrejczyk    | rzut oszczepem (k) | 65,24        | 1.           | 64,61 | srebro  | [ 76 ] |
| Klaudia Kardasz     | pchnięcie kulą (k) | 17,76        | 18.          | NQ    | NQ      | [ 77 ] |
| Paulina Guba        | pchnięcie kulą (k) | 16,98        | 27.          | NQ    | NQ      | [ 77 ] |

Wieloboje
Dziesięciobój
| Zawodnik        | Konkurencja | 100 m | LJ   | SP    | HJ   | 400 m | 110H  | DT    | PV   | JT    | 1500 m  | Razem | Pozycja | Źródło |
| --------------- | ----------- | ----- | ---- | ----- | ---- | ----- | ----- | ----- | ---- | ----- | ------- | ----- | ------- | ------ |
| Paweł Wiesiołek | Rezultat    | 10,83 | 7,27 | 14,90 | 2,02 | 48,24 | 14,95 | 48,27 | 4,80 | 51,60 | 4:30,02 | 8176  | 12.     | [ 78 ] |
| Paweł Wiesiołek | Punkty      | 899   | 878  | 784   | 822  | 898   | 856   | 834   | 849  | 612   | 744     | 8176  | 12.     | [ 78 ] |

Siedmiobój
| Zawodnik       | Konkurencja | 100 m | HJ   | SP    | 200 m | LJ   | JT    | 800 m   | Razem | Pozycja | Źródło |
| -------------- | ----------- | ----- | ---- | ----- | ----- | ---- | ----- | ------- | ----- | ------- | ------ |
| Adrianna Sułek | Rezultat    | 13,58 | 1,83 | 12,80 | 24,16 | 5,93 | 36,84 | 2:07,92 | 6164  | 16.     | [ 79 ] |
| Adrianna Sułek | Punkty      | 1039  | 1016 | 714   | 965   | 828  | 607   | 995     | 6164  | 16.     | [ 79 ] |

### Łucznictwo
| Zawodnik                           | Konkurencja       | Runda rankingowa | Runda rankingowa | 1/64             | 1/32             | 1/16             | 1/8              | Ćwierćfinały     | Półfinały        | Finał            | Finał   | Źródło               |
| Zawodnik                           | Konkurencja       | Wynik            | Miejsce          | Przeciwnik Wynik | Przeciwnik Wynik | Przeciwnik Wynik | Przeciwnik Wynik | Przeciwnik Wynik | Przeciwnik Wynik | Przeciwnik Wynik | Pozycja | Źródło               |
| ---------------------------------- | ----------------- | ---------------- | ---------------- | ---------------- | ---------------- | ---------------- | ---------------- | ---------------- | ---------------- | ---------------- | ------- | -------------------- |
| Sławomir Napłoszek                 | indywidualnie (m) | 637              | 59.              | Wijler P 4-6     | NQ               | NQ               | NQ               | NQ               | NQ               | NQ               | 33.     | [ 80 ] [ 81 ] [ 82 ] |
| Sylwia Zyzańska                    | indywidualnie (k) | 630              | 42.              | Boari P 0-6      | NQ               | NQ               | NQ               | NQ               | NQ               | NQ               | 33.     | [ 83 ] [ 84 ] [ 85 ] |
| Sławomir Napłoszek Sylwia Zyzańska | mikst             | 1267             | 24.              | N/A              | N/A              | N/A              | NQ               | NQ               | NQ               | NQ               | 24.     | [ 86 ] [ 87 ]        |

### Pięciobój nowoczesny
| Zawodnik          | Konkurencja | Szermierka      | Szermierka | Szermierka | Pływanie | Pływanie | Pływanie | Jazda konna | Jazda konna | Kombinacja: strzelanie/bieg przełajowy | Kombinacja: strzelanie/bieg przełajowy | Kombinacja: strzelanie/bieg przełajowy | Suma punktów | Pozycja | Źródło |
| Zawodnik          | Konkurencja | Wynik (wygrane) | M.         | Punkty     | Czas     | M.       | Punkty   | M.          | Punkty      | Czas                                   | M.                                     | Punkty                                 | Suma punktów | Pozycja | Źródło |
| ----------------- | ----------- | --------------- | ---------- | ---------- | -------- | -------- | -------- | ----------- | ----------- | -------------------------------------- | -------------------------------------- | -------------------------------------- | ------------ | ------- | ------ |
| Anna Maliszewska  | kobiety     | 18              | 17.        | 208        | 2:17,23  | 26.      | 276      | 28.         | 234         | 12:15,02                               | 8.                                     | 565                                    | 1283         | 20.     | [ 88 ] |
| Łukasz Gutkowski  | mężczyźni   | 19              | 12.        | 215        | 2:00,59  | 11.      | 309      | 24.         | 278         | 11:02,50                               | 8.                                     | 638                                    | 1440         | 12.     | [ 89 ] |
| Sebastian Stasiak | mężczyźni   | 18              | 16.        | 208        | 2:04,59  | 25.      | 301      | 13.         | 286         | 10:55,95                               | 5.                                     | 645                                    | 1440         | 13.     | [ 89 ] |

### Pływanie
| Zawodnik                                                         | Konkurencja                          | Eliminacje | Eliminacje | Półfinał | Półfinał | Finał   | Finał   | Źródło                  |
| Zawodnik                                                         | Konkurencja                          | Czas       | Miejsce    | Czas     | Miejsce  | Czas    | Miejsce | Źródło                  |
| ---------------------------------------------------------------- | ------------------------------------ | ---------- | ---------- | -------- | -------- | ------- | ------- | ----------------------- |
| Paweł Juraszek                                                   | 50 m dowolnym (m)                    | 21,97      | 15.        | 21,88    | 14.      | NQ      | NQ      | [ 90 ] [ 91 ] [ 92 ]    |
| Konrad Czerniak                                                  | 50 m dowolnym (m)                    | 22,33      | 31.        | NQ       | NQ       | NQ      | NQ      | [ 90 ] [ 91 ] [ 92 ]    |
| Kacper Stokowski                                                 | 100 m grzbietowym (m)                | 53,99      | 23.        | NQ       | NQ       | NQ      | NQ      | [ 93 ] [ 94 ] [ 95 ]    |
| Radosław Kawęcki                                                 | 200 m grzbietowym (m)                | 1:56,83    | 6.         | 1:56,68  | 7.       | 1:56,39 | 6.      | [ 96 ] [ 97 ] [ 98 ]    |
| Jakub Skierka                                                    | 200 m grzbietowym (m)                | 1:59,30    | 27.        | NQ       | NQ       | NQ      | NQ      | [ 96 ] [ 97 ] [ 98 ]    |
| Jakub Majerski                                                   | 100 m motylkowym (m)                 | 50,97      | 3.         | 51,24    | 7.       | 50,92   | 5.      | [ 99 ] [ 100 ] [ 101 ]  |
| Paweł Korzeniowski                                               | 100 m motylkowym (m)                 | 52,00      | 22.        | NQ       | NQ       | NQ      | NQ      | [ 99 ] [ 100 ] [ 101 ]  |
| Krzysztof Chmielewski                                            | 200 m motylkowym (m)                 | 1:55,77    | 13.        | 1:55,29  | 7.       | 1:55,88 | 8.      | [ 102 ] [ 103 ] [ 104 ] |
| Jakub Majerski                                                   | 200 m motylkowym (m)                 | 1:57,91    | 27.        | NQ       | NQ       | NQ      | NQ      | [ 102 ] [ 103 ] [ 104 ] |
| Karol Ostrowski Kacper Majchrzak Konrad Czerniak Jakub Kraska    | sztafeta 4 × 100 m dowolnym (m)      | 3:13,88    | 11.        | N/A      | N/A      | NQ      | NQ      | [ 105 ] [ 106 ]         |
| Kacper Majchrzak Jakub Kraska Kamil Sieradzki Radosław Kawęcki   | sztafeta 4 × 200 m dowolnym (m)      | 7:18,91    | 15.        | N/A      | N/A      | NQ      | NQ      | [ 107 ] [ 108 ]         |
| Kacper Stokowski Jan Kozakiewicz Jakub Majerski Jakub Kraska     | sztafeta 4 × 100 m zmiennym (m)      | 3:32,62    | 9.         | N/A      | N/A      | NQ      | NQ      | [ 109 ] [ 110 ]         |
| Katarzyna Wasick                                                 | 50 m dowolnym (k)                    | 24,31      | 5.         | 24,26    | 3.       | 24,32   | 5.      | [ 111 ] [ 112 ] [ 113 ] |
| Laura Bernat                                                     | 200 m grzbietowym (k)                | 2:10,37    | 13.        | 2:12,86  | 14.      | NQ      | NQ      | [ 114 ] [ 115 ] [ 116 ] |
| Paulina Peda Jan Kozakiewicz Jakub Majerski Kornelia Fiedkiewicz | sztafeta mieszana 4 × 100 m zmiennym | DSQ        | DSQ        | N/A      | N/A      | NQ      | NQ      | [ 117 ] [ 118 ]         |

### Podnoszenie ciężarów
| Zawodnik            | Konkurencja      | Rwanie | Rwanie  | Podrzut | Podrzut | Razem  | Pozycja | Źródło  |
| Zawodnik            | Konkurencja      | Wynik  | Pozycja | Wynik   | Pozycja | Razem  | Pozycja | Źródło  |
| ------------------- | ---------------- | ------ | ------- | ------- | ------- | ------ | ------- | ------- |
| Bartłomiej Adamus   | -96 kg mężczyzn  | 163 kg | 9.      | 197 kg  | 9.      | 360 kg | 7.      | [ 119 ] |
| Arkadiusz Michalski | -109 kg mężczyzn | 175 kg | 10.     | 216 kg  | 7.      | 391 kg | 7.      | [ 119 ] |
| Joanna Łochowska    | -55 kg kobiet    | 84 kg  | 10.     | 102 kg  | 11.     | 186 kg | 10.     | [ 119 ] |

### Siatkówka
Turniej mężczyzn
- Reprezentacja mężczyzn

| - Piotr Nowakowski - Łukasz Kaczmarek - Bartosz Kurek - Wilfredo León - Jakub Kochanowski - Grzegorz Łomacz |  | - Mateusz Bieniek - Fabian Drzyzga - Michał Kubiak - Kamil Semeniuk - Aleksander Śliwka - Paweł Zatorski |

| Drużyna | Konkurencja      | Faza grupowa     | Faza grupowa     | Faza grupowa     | Faza grupowa     | Faza grupowa     | Faza grupowa | Ćwierćfinały     | Półfinały        | Finał            | Pozycja | Źródło  |
| Drużyna | Konkurencja      | Przeciwnik Wynik | Przeciwnik Wynik | Przeciwnik Wynik | Przeciwnik Wynik | Przeciwnik Wynik | Pozycja      | Przeciwnik Wynik | Przeciwnik Wynik | Przeciwnik Wynik | Pozycja | Źródło  |
| ------- | ---------------- | ---------------- | ---------------- | ---------------- | ---------------- | ---------------- | ------------ | ---------------- | ---------------- | ---------------- | ------- | ------- |
| Polska  | turniej mężczyzn | Iran P 2:3       | Włochy W 3:0     | Wenezuela W 3:1  | Japonia W 3:0    | Kanada W 3:0     | 1.           | Francja P 2:3    | NQ               | NQ               | 5.      | [ 120 ] |

#### Siatkówka plażowa
| Zawodnik                     | Konkurencja | Faza grupowa                          | Faza grupowa                           | Faza grupowa                              | Pozycja | Play-off                                | 1/8                             | Ćwierćfinały     | Półfinały        | Finał            | Finał   | Źródło  |
| Zawodnik                     | Konkurencja | Przeciwnik Wynik                      | Przeciwnik Wynik                       | Przeciwnik Wynik                          | Pozycja | Przeciwnik Wynik                        | Przeciwnik Wynik                | Przeciwnik Wynik | Przeciwnik Wynik | Przeciwnik Wynik | Pozycja | Źródło  |
| ---------------------------- | ----------- | ------------------------------------- | -------------------------------------- | ----------------------------------------- | ------- | --------------------------------------- | ------------------------------- | ---------------- | ---------------- | ---------------- | ------- | ------- |
| Michał Bryl Grzegorz Fijałek | mężczyzni   | El Graoui Abicha 2:0 (21:17, 21:11)   | M.Grimalt E.Grimalt 2:0 (21:17, 21:18) | Evandro Schmidt 1:2 (21:19, 14:21, 15:17) | 2.      | N/A                                     | Nicolai Lupo 0:2 (20:22, 18:21) | NQ               | NQ               | NQ               | 9.      | [ 121 ] |
| Piotr Kantor Bartosz Łosiak  | mężczyzni   | Ishijima Shiratori 2:0 (21:15, 21:14) | Thole Wickler 0:2 (20:22, 16:21)       | Nicolai Lupo 1:2 (19:21, 21:17, 10:15)    | 3.      | Allepuz Gavira 1:2 (29:31, 21:19, 7:15) | NQ                              | NQ               | NQ               | NQ               | 17.     | [ 121 ] |

### Skateboarding
| Zawodnik      | Konkurencja | Eliminacje | Eliminacje | Eliminacje | Eliminacje | Finał | Finał | Finał | Pozycja | Źródło  |
| Zawodnik      | Konkurencja | 1          | 2          | 3          | Wynik      | 1     | 2     | 3     | Pozycja | Źródło  |
| ------------- | ----------- | ---------- | ---------- | ---------- | ---------- | ----- | ----- | ----- | ------- | ------- |
| Amelia Bródka | park (k)    | 6,00       | 20,17      | 18,20      | 20,17      | NQ    | NQ    | NQ    | 17.     | [ 122 ] |

### Strzelectwo
| Zawodnik                         | Konkurencja                         | Kwalifikacje | Kwalifikacje | Kwalifikacje | Kwalifikacje | Finał | Finał   | Źródło                          |
| Zawodnik                         | Konkurencja                         | Faza 1       | Faza 1       | Faza2        | Faza2        | Finał | Finał   | Źródło                          |
| Zawodnik                         | Konkurencja                         | Wynik        | Pozycja      | Wynik        | Pozycja      | Wynik | Pozycja | Źródło                          |
| -------------------------------- | ----------------------------------- | ------------ | ------------ | ------------ | ------------ | ----- | ------- | ------------------------------- |
| Tomasz Bartnik                   | karabin pneumatyczny (m)            | 625,4        | 23.          | N/A          | N/A          | NQ    | NQ      | [ 123 ] [ 124 ]                 |
| Tomasz Bartnik                   | karabin małokalibrowy 3 postawy (m) | 1171-56x     | 15.          | N/A          | N/A          | NQ    | NQ      | [ 125 ] [ 126 ]                 |
| Aneta Stankiewicz                | karabin pneumatyczny (k)            | 626,8        | 15.          | N/A          | N/A          | NQ    | NQ      | [ 127 ] [ 128 ]                 |
| Aneta Stankiewicz                | karabin małokalibrowy 3 postawy (k) | 1167-48x     | 16.          | N/A          | N/A          | NQ    | NQ      | [ 129 ] [ 130 ]                 |
| Tomasz Bartnik Aneta Stankiewicz | karabin pneumatyczny (mikst)        | 630,8        | 2.           | 414,0        | 8.           | NQ    | NQ      | [ 131 ] [ 132 ] [ 133 ] [ 134 ] |
| Klaudia Breś                     | pistolet pneumatyczny (k)           | 571-12x      | 21.          | N/A          | N/A          | NQ    | NQ      | [ 135 ] [ 136 ]                 |
| Klaudia Breś                     | pistolet sportowy (k)               | 578-21x      | 24.          | N/A          | N/A          | NQ    | NQ      | [ 137 ]                         |
| Sandra Bernal                    | trap (k)                            | 118          | 9.           | N/A          | N/A          | NQ    | NQ      | [ 138 ] [ 139 ]                 |
| Aleksandra Jarmolińska           | skeet (k)                           | 114          | 19.          | N/A          | N/A          | NQ    | NQ      | [ 140 ] [ 141 ]                 |

### Szermierka
| Zawodnik                                                                   | Konkurencja              | 1/32               | 1/16                | 1/8              | Ćwierćfinały      | Półfinały                             | Finał/o 3. miejsce          | Finał/o 3. miejsce | Źródło  |
| Zawodnik                                                                   | Konkurencja              | Przeciwnik Wynik   | Przeciwnik Wynik    | Przeciwnik Wynik | Przeciwnik Wynik  | Przeciwnik Wynik                      | Przeciwnik Wynik            | Pozycja            | Źródło  |
| -------------------------------------------------------------------------- | ------------------------ | ------------------ | ------------------- | ---------------- | ----------------- | ------------------------------------- | --------------------------- | ------------------ | ------- |
| Martyna Jelińska                                                           | floret indywidualnie (k) | Proestakis W 15-12 | Dierigłazowa P 8-15 | NQ               | NQ                | NQ                                    | NQ                          | 31.                | [ 142 ] |
| Renata Knapik-Miazga                                                       | szpada indywidualnie (k) | Bye                | Krywyćka W 15-8     | Kong P 8-15      | NQ                | NQ                                    | NQ                          | 15.                | [ 143 ] |
| Aleksandra Jarecka                                                         | szpada indywidualnie (k) | Bye                | Kołobowa W 15-11    | Fiamingo P 13-15 | NQ                | NQ                                    | NQ                          | 14.                | [ 143 ] |
| Ewa Trzebińska                                                             | szpada indywidualnie (k) | Bye                | Lehis P 10-11       | NQ               | NQ                | NQ                                    | NQ                          | 27.                | [ 143 ] |
| Renata Knapik-Miazga Aleksandra Jarecka Ewa Trzebińska Magdalena Piekarska | szpada drużynowo (k)     | N/A                | N/A                 | N/A              | Estonia · P 26-29 | Rosyjski Komitet Olimpijski · W 31-15 | Stany Zjednoczone · P 26-33 | 6.                 | [ 146 ] |

### Taekwondo
| Zawodnik             | Konkurencja   | 1/8                | Ćwierćfinał      | Półfinał         | Repesaż          | Finał/3.miejsce  | Finał/3.miejsce | Źródło  |
| Zawodnik             | Konkurencja   | Przeciwnik Wynik   | Przeciwnik Wynik | Przeciwnik Wynik | Przeciwnik Wynik | Przeciwnik Wynik | Pozycja         | Źródło  |
| -------------------- | ------------- | ------------------ | ---------------- | ---------------- | ---------------- | ---------------- | --------------- | ------- |
| Patrycja Adamkiewicz | -57 kg kobiet | Zhou Lijun P 17-31 | NQ               | NQ               | NQ               | NQ               | 11.             | [ 147 ] |
| Aleksandra Kowalczuk | +67 kg kobiet | Stewart W 7-2      | Mandić P 4-11    | NQ               | Ogallo W 15-7    | Walkden P 8-17   | 5.              | [ 148 ] |

### Tenis stołowy
| Zawodnik                              | Konkurencja           | Eliminacje       | Runda 1          | Runda 2          | Runda 3          | 1/8 finału               | Ćwierćfinały     | Półfinały        | Finał            | Finał   | Źródło  |
| Zawodnik                              | Konkurencja           | Przeciwnik Wynik | Przeciwnik Wynik | Przeciwnik Wynik | Przeciwnik Wynik | Przeciwnik Wynik         | Przeciwnik Wynik | Przeciwnik Wynik | Przeciwnik Wynik | Pozycja | Źródło  |
| ------------------------------------- | --------------------- | ---------------- | ---------------- | ---------------- | ---------------- | ------------------------ | ---------------- | ---------------- | ---------------- | ------- | ------- |
| Natalia Partyka                       | gra pojedyncza (k)    | Bye              | Bromley W 4-0    | Meshref P 3-4    | NQ               | NQ                       | NQ               | NQ               | NQ               | 33.     | [ 149 ] |
| Li Qian                               | gra pojedyncza (k)    | N/A              | N/A              | Lay P 2-4        | NQ               | NQ                       | NQ               | NQ               | NQ               | 33.     | [ 149 ] |
| Natalia Partyka Li Qian Natalia Bajor | turniej drużynowy (k) | N/A              | N/A              | N/A              | N/A              | Korea Południowa · P 0-3 | NQ               | NQ               | NQ               | 9.      | [ 150 ] |

### Tenis ziemny
| Zawodnik                      | Konkurencja | Pierwsza runda              | Druga runda                          | Trzecia runda                  | Ćwierćfinały                      | Półfinały        | Finał            | Finał   | Źródło  |
| Zawodnik                      | Konkurencja | Przeciwnik Wynik            | Przeciwnik Wynik                     | Przeciwnik Wynik               | Przeciwnik Wynik                  | Przeciwnik Wynik | Przeciwnik Wynik | Pozycja | Źródło  |
| ----------------------------- | ----------- | --------------------------- | ------------------------------------ | ------------------------------ | --------------------------------- | ---------------- | ---------------- | ------- | ------- |
| Hubert Hurkacz                | singiel (m) | Saville W 2-0 (6:2, 6:4)    | Broady P 1-2 (5:7, 6:3, 3:6)         | NQ                             | NQ                                | NQ               | NQ               | 17.     | [ 151 ] |
| Kamil Majchrzak               | singiel (m) | Kecmanović P 0-2 (4:6, 2:6) | NQ                                   | NQ                             | NQ                                | NQ               | NQ               | 33.     | [ 151 ] |
| Hubert Hurkacz Łukasz Kubot   | debel (m)   | N/A                         | Struff Zverev P 0-2 (2:6, 6:7)       | NQ                             | NQ                                | NQ               | NQ               | 17.     | [ 152 ] |
| Magda Linette                 | singiel (k) | Sabalenka P 0-2 (2:6, 1:6)  | NQ                                   | NQ                             | NQ                                | NQ               | NQ               | 33.     | [ 153 ] |
| Iga Świątek                   | singiel (k) | Barthel W 2-0 (6:2, 6:2)    | Badosa P 0-2 (3:6, 6:7)              | NQ                             | NQ                                | NQ               | NQ               | 17.     | [ 153 ] |
| Magda Linette Alicja Rosolska | debel (k)   | N/A                         | Mattek-Sands Pegula P 0-2 (1:6, 3:6) | NQ                             | NQ                                | NQ               | NQ               | 17.     | [ 154 ] |
| Iga Świątek Łukasz Kubot      | mikst       | N/A                         | N/A                                  | Ferro Herbert W 2-0 (6:3, 7:6) | Wiesnina Karacew P 0-2 (4:6, 4:6) | NQ               | NQ               | 5.      | [ 155 ] |

### Wioślarstwo
| Zawodnik                                                              | Konkurencja | Eliminacje | Eliminacje | Repesaż | Repesaż | Ćwierćfinały | Ćwierćfinały | Półfinały | Półfinały | Finał   | Finał      | Miejsce | Źródło  |
| Zawodnik                                                              | Konkurencja | Czas       | M.         | Czas    | M.      | Czas         | M.           | Czas      | M.        | Czas    | M.         | Miejsce | Źródło  |
| --------------------------------------------------------------------- | ----------- | ---------- | ---------- | ------- | ------- | ------------ | ------------ | --------- | --------- | ------- | ---------- | ------- | ------- |
| Mirosław Ziętarski Mateusz Biskup                                     | M2x         | 6:11,22    | 1.         | N/A     | N/A     | N/A          | N/A          | 6:24,50   | 3.        | 6:09,17 | 6. Finał A | 6.      | [ 156 ] |
| Jerzy Kowalski Artur Mikołajczewski                                   | LM2x        | 6:31,85    | 3.         | 6:43,44 | 1.      | N/A          | N/A          | 6:12,79   | 4.        | 6:16,01 | 2. Finał B | 8.      | [ 157 ] |
| Dominik Czaja Wiktor Chabel Szymon Pośnik Fabian Barański             | M4x         | 5:39,25    | 1.         | N/A     | N/A     | N/A          | N/A          | N/A       | N/A       | 5:34,27 | 4. Finał A | 4.      | [ 158 ] |
| Mateusz Wilangowski Mikołaj Burda Marcin Brzeziński Michał Szpakowski | M4-         | 6:03,38    | 3.         | 6:12,52 | 3.      | N/A          | N/A          | N/A       | N/A       | 5:57,17 | 1. Finał B | 7.      | [ 159 ] |
| Agnieszka Kobus Marta Wieliczko Maria Sajdak Katarzyna Zillmann       | W4x         | 6:18,62    | 2.         | N/A     | N/A     | N/A          | N/A          | N/A       | N/A       | 6:11,36 | 2. Finał A | srebro  | [ 160 ] |
| Maria Wierzbowska Olga Michałkiewicz Monika Chabel Joanna Dittmann    | W4-         | 6:48,33    | 5.         | 6:46,57 | 2.      | N/A          | N/A          | N/A       | N/A       | 6:29,95 | 5. Finał A | 5.      | [ 161 ] |

### Wspinaczka sportowa
| Zawodnik            | Konkurencja | Kwalifikacje           | Kwalifikacje | Kwalifikacje | Kwalifikacje | Kwalifikacje | Finał                  | Finał      | Finał       | Finał  | Pozycja | Źródło          |
| Zawodnik            | Konkurencja | Wyniki                 | Wyniki       | Wyniki       | Punkty       | Miejsce      | Wyniki                 | Wyniki     | Wyniki      | Punkty | Pozycja | Źródło          |
| Zawodnik            | Konkurencja | Wspinaczka na szybkość | Bouldering   | Prowadzenie  | Punkty       | Miejsce      | Wspinaczka na szybkość | Bouldering | Prowadzenie | Punkty | Pozycja | Źródło          |
| ------------------- | ----------- | ---------------------- | ------------ | ------------ | ------------ | ------------ | ---------------------- | ---------- | ----------- | ------ | ------- | --------------- |
| Aleksandra Mirosław | kobiety     | 1                      | 20           | 19           | 380          | 7.           | 1                      | 8          | 8           | 64     | 4.      | [ 162 ] [ 163 ] |

### Zapasy
| Zawodnik                   | Konkurencja                    | Kwalifikacje     | 1/8                  | Ćwierćfinał      | Półfinał         | Repesaż 1        | Finał            | Finał   | Źródło  |
| Zawodnik                   | Konkurencja                    | Przeciwnik Wynik | Przeciwnik Wynik     | Przeciwnik Wynik | Przeciwnik Wynik | Przeciwnik Wynik | Przeciwnik Wynik | Pozycja | Źródło  |
| -------------------------- | ------------------------------ | ---------------- | -------------------- | ---------------- | ---------------- | ---------------- | ---------------- | ------- | ------- |
| Tadeusz Michalik           | -97 kg mężczyzn styl klasyczny | N/A              | al-Aszuri W 10-0     | Hancock W 4-3    | Jewłojew P 1-7   | N/A              | Szőke W 10-0     | brąz    | [ 164 ] |
| Magomedmurad Gadżijew      | -65 kg mężczyzn styl wolny     | N/A              | Pilidis W 11-0       | Raszydow P 2-6   | NQ               | NQ               | NQ               | 7.      | [ 165 ] |
| Kamil Rybicki              | -74 kg mężczyzn styl wolny     | N/A              | Ramadan Husajn P 1-6 | NQ               | NQ               | NQ               | NQ               | 13.     | [ 166 ] |
| Roksana Zasina             | -53 kg kobiet styl wolny       | N/A              | Bakatiuk W 3-2       | Mukaida P 2-12   | NQ               | Essombe P 4-4    | NQ               | 7.      | [ 167 ] |
| Jowita Wrzesień            | -57 kg kobiet styl wolny       | N/A              | Nikołowa P 0-3       | NQ               | NQ               | NQ               | NQ               | 16.     | [ 168 ] |
| Agnieszka Wieszczek-Kordus | -68 kg kobiet styl wolny       | N/A              | Czerkasowa P 1-11    | NQ               | NQ               | NQ               | NQ               | 16.     | [ 169 ] |

### Żeglarstwo
Kobiety
| Zawodnik                               | Konkurencja  | Wyścig | Wyścig | Wyścig | Wyścig | Wyścig | Wyścig | Wyścig | Wyścig | Wyścig | Wyścig | Wyścig | Wyścig | Wyścig | Punkty | Finałowa pozycja | Źródło  |
| Zawodnik                               | Konkurencja  | 1      | 2      | 3      | 4      | 5      | 6      | 7      | 8      | 9      | 10     | 11     | 12     | M*     | Punkty | Finałowa pozycja | Źródło  |
| -------------------------------------- | ------------ | ------ | ------ | ------ | ------ | ------ | ------ | ------ | ------ | ------ | ------ | ------ | ------ | ------ | ------ | ---------------- | ------- |
| Magdalena Kwaśna                       | Laser Radial | 7      | 28     | 18     | 11     | 15     | 18     | 18     | 13     | 25     | 31     | N/A    | N/A    | NQ     | 153    | 17.              | [ 170 ] |
| Aleksandra Melzacka Kinga Łoboda       | 49erFX       | 8      | 14     | 16     | 8      | 5      | 7      | 18     | 15     | 1      | 20     | 17     | 19     | NQ     | 128    | 15.              | [ 171 ] |
| Agnieszka Skrzypulec Jolanta Ogar-Hill | 470          | 1      | 1      | 2      | 5      | 12     | 1      | 5      | 4      | 15     | 15     | N/A    | N/A    | 8      | 54     | srebro           | [ 172 ] |
| Zofia Noceti-Klepacka                  | RS:X         | 4      | 1      | 14     | 16     | 16     | 9      | 7      | 8      | 2      | 11     | 7      | 7      | 10     | 96     | 9.               | [ 173 ] |

Mężczyźni
| Zawodnik                           | Konkurencja | Wyścig | Wyścig | Wyścig | Wyścig | Wyścig | Wyścig | Wyścig | Wyścig | Wyścig | Wyścig | Wyścig | Wyścig | Wyścig | Punkty | Finałowa pozycja | Źródło  |
| Zawodnik                           | Konkurencja | 1      | 2      | 3      | 4      | 5      | 6      | 7      | 8      | 9      | 10     | 11     | 12     | M*     | Punkty | Finałowa pozycja | Źródło  |
| ---------------------------------- | ----------- | ------ | ------ | ------ | ------ | ------ | ------ | ------ | ------ | ------ | ------ | ------ | ------ | ------ | ------ | ---------------- | ------- |
| Łukasz Przybytek Paweł Kołodziński | 49er        | 9      | 7      | 15     | 18     | 7      | 8      | 7      | 1      | 13     | 17     | 1      | 15     | 8      | 108    | 9.               | [ 174 ] |
| Piotr Myszka                       | RS:X        | 11     | 4      | 6      | 3      | 5      | 11     | 5      | 2      | 5      | 9      | 5      | 2      | 22 OCS | 79     | 6.               | [ 175 ] |

M – Wyścig medalowy